# بانشا كاراسكو
بانشا كاراسكو (بالإسبانية: Francisca Carrasco Jiménez)‏ (8 أبريل 1816- 31 ديسمبر 1890. ولدت تحت اسم فرانسيسكا كاراسكو خيمينيز)، أول امرأة متطوعة في الجيش في كوستاريكا. يرجع سبب شهرة كاراسكو إلى الانضمام إلى قوات الدفاع في معركة ريفاس في عام 1856 ببندقية وجيب من الرصاص. القوة والعزيمة التي أظهرتها هناك جعلاها رمزا للفخر الوطني وتم تكريمها في وقت لاحق بخاتم بريد كوستاريكي، ومن ثم إنشاء جائزة بانشا كاراسكو للمرأة العسكرية المتميزة.

## السيرة الشخصية
ولدت فرانسيسكا كاراسكو خيمينيز في 8 أبريل 1816 في قرطاجه، كوستاريكا، ابنة خوسيه فرانسيسكو كاراسكو وماريا جيمينيز. كانت مختلطة النسل حيث كان لها أصل أمريكي، أفريقي وأوروبي. تزوجت بانشا ثلاث مرات، كان أولها في عام 1834 من خوان سولانو قبل أن تتزوج من جيل زونيغا. مع ذلك، لم تنجح أي من زيجاتها الثلاثة.
في عام 1856 (40 عامًا)، عندما غزا وليام واكر وزملائه كوستاريكا، تطوعت كاراسكو كطباخ عسكري ومسعف. كانت
مشهورة بملء جيوب مئزرها بالرصاص، الاستيلاء على أسلحة العدو، الانضمام إلى القوات المدافعة في معركة ريفاس، لتصبح أول امرأة في كوستاريكا متطوعة في الجيش.

## التراث
أصبحت قوتها وشجاعتها رمزا للفخر الوطني، وتم الإهداء بخاتم بريد الكوستاريكي إليها في عام 1984.
انشأت وزارة الأمن الكوستاريكية«جائزة بانشا كاراسكو للمرأة العسكرية المتميزة» على شرفها، كما تم تغيير اسم جسر نقطة تقاطع خفر سواحل الولايات المتحدة السابق إلى بانشا كاراسكو تكريما لها عندما تم تسليمه إلى كوستاريكا في عام 2001.

## وصلات خارجية
- السيرة الشخصية لبانشا كاراسكا
- لوحة بانشا كاراسكا
- كاراسكا في يوم المرأة العالمي.